# Acontonidia triangularis
Acontonidia triangularis är en insektsart som beskrevs av Brimblecombe 1957. Acontonidia triangularis ingår i släktet Acontonidia och familjen pansarsköldlöss. Inga underarter finns listade i Catalogue of Life.